# Vụ sát hại George Floyd
Vào ngày 25 tháng 5 năm 2020, George Perry Floyd, một người đàn ông người Mỹ gốc Phi, đã bị sát hại tại Powderhorn ở thành phố Minneapolis, tiểu bang Minnesota, Hoa Kỳ. Trong khi Floyd bị còng tay và nằm sấp trên đường phố trong một vụ bắt giữ, Derek Chauvin, một sĩ quan cảnh sát người Mỹ gốc Âu của Sở Cảnh sát Minneapolis, đã đè đầu gối của mình lên cổ của Floyd trong gần chín phút, bao gồm (theo đơn kiện hình sự chống lại Chauvin) trong gần ba phút sau khi Floyd không còn động đậy. Các cảnh sát viên Tou Thao, J. Alexander Kueng và Thomas K. Lane đã tham gia vào vụ bắt giữ Floyd, với Kueng giữ lưng Floyd, Lane giữ hai chân, và Thao quan sát & ngăn chặn sự can thiệp của người xung quanh.
Vụ bắt giữ được thực hiện sau khi Floyd bị buộc tội sử dụng tờ 20 đô la tiền giả tại chợ. Cảnh sát cho biết Floyd chống lại việc bắt giữ. Một số tổ chức truyền thông nhận xét rằng một camera an ninh từ một doanh nghiệp gần đó đã không cho thấy Floyd chống cự. Khiếu nại hình sự được đệ trình sau đó nói rằng dựa trên các cảnh quay camera trên bodycam, Floyd liên tục nói rằng anh ta không thể thở được khi đứng bên ngoài xe cảnh sát, chống lại việc lên xe và cố tình ngã xuống; sau đó, sau khi Chauvin chẹn lên cổ bằng đầu gối, Floyd nói "Tôi không thể thở" nhiều lần và liên tục nói, "Mẹ ơi" và "làm ơn". Một số người ngoài cuộc đã quay video, tất cả đều được lưu hành và phát sóng rộng rãi. Trong khi các biện pháp hạn chế đầu gối đè lên cổ được cho phép ở Minnesota trong một số trường hợp nhất định, việc sử dụng kỹ thuật này của Chauvin đã bị chỉ trích rộng rãi bởi các chuyên gia thực thi pháp luật là quá mức. Tại hai điểm, Lane yêu cầu "lộn người anh ta lại". Cả bốn sĩ quan bị sa thải vào ngày hôm sau.
Hai khám nghiệm tử thi của Floyd kết luận rằng anh ta chết vì giết người. Báo cáo của các giám khảo y tế của Hạt Hennepin cho thấy Floyd đã chết vì ngừng tim trong khi bị hạn chế bởi các sĩ quan đã sử dụng "đè lên cổ", cũng lưu ý Floyd có "bệnh tim do xơ cứng động mạch và tăng huyết áp, nhiễm độc fentanyl và sử dụng methamphetamine gần đây". Khám nghiệm tử thi độc lập do gia đình Floyd ủy nhiệm cho thấy "bằng chứng phù hợp với ngạt cơ học là nguyên nhân" của cái chết của Floyd, với việc đè lên cổ hạn chế máu và oxy lên não, trong khi lưng bị đè đã hạn chế quá trình thở.
FBI đang tiến hành một cuộc điều tra về quyền công dân liên bang theo yêu cầu của Sở Cảnh sát Minneapolis. Cục Cảnh sát hình sự tiểu bang Minnesota cũng đang điều tra các hành vi vi phạm có thể xảy ra đối với các đạo luật của tiểu bang Minnesota. Vào ngày 29 tháng 5, Chauvin bị buộc tội giết người cấp độ ba và ngộ sát cấp độ hai vì cái chết của Floyd, với luật sư Michael O. Freeman của quận Hennepin nói rằng anh ta dự đoán sẽ có buộc tội ba nhân viên còn lại tại hiện trường.
Sau cái chết của Floyd, các cuộc phản đối và biểu tình ở khu vực Minneapolis–Saint Paul ban đầu diễn ra trong hòa bình vào ngày 26 tháng 5. Cuối ngày hôm đó, các cuộc biểu tình trở nên kịch liệt với một khu cảnh sát và hai cửa hàng đã bị đốt cháy, và nhiều cửa hàng bị cướp phá và hư hỏng. Một số người biểu tình đã giao tranh với cảnh sát, dẫn đến việc cảnh sát đã bắn hơi cay và đạn cao su. Các cuộc biểu tình bổ sung được phát triển tại hơn 400 thành phố trên khắp 50 tiểu bang của Hoa Kỳ cũng như quốc tế. Cái chết của Floyd được so sánh với cái chết năm 2014 của Eric Garner, một người đàn ông da đen không vũ trang đã lặp đi lặp lại "Tôi không thể thở" mười một lần trong khi bị cảnh sát New York chẹt cổ trong một vụ bắt giữ ở Đảo Staten, New York.

## Người liên quan

### George Floyd

George Floyd năm 2016

George Floyd là một người đàn ông Mỹ gốc Phi 46 tuổi. Là người gốc Houston, Texas, anh theo học tại trường trung học Yates với tư cách là một vận động viên thể thao đa năng và tốt nghiệp vào năm 1993. Anh là một rapper từng hợp tác với nhóm hip hop có trụ sở tại Houston, Screwed Up Click và có bí danh "Big Floyd" trên các bản phối được DJ Screw phát hành. Floyd chuyển đến Minnesota vào khoảng năm 2014. Anh sống ở St. Louis Park, Minnesota và đã làm việc ở thành phố Minneapolis gần đó với tư cách là nhân viên bảo vệ nhà hàng trong 5 năm. Gần đây Floyd đã mất việc vì lệnh ở nhà của Minnesota trong đại dịch COVID-19. Floyd là cha của hai cô con gái, 6 và 22 tuổi, vẫn ở Houston.
Tờ Daily Mail của Anh tiết lộ rằng Geogre Floyd là người có tiền án tiền sự dày đặc, anh ta đã có ít nhất 5 lần phải ngồi tù với những tội danh khác nhau. Floyd vào tù lần đầu tiên ở độ tuổi 20 vì tội trộm cắp. Theo hồ sơ của tòa án thì vào năm 2007, Floyd đã đột nhập vào nhà của một phụ nữ, dí súng vào bụng cô ta và lục soát căn nhà để tìm ma túy và tiền. Floyd bị kết án 5 năm tù vào tháng 4 năm 2009 với tội danh cướp có vũ trang. Ngoài ra, Floyd cũng từng hai lần bị bắt vì tội sử dụng cocaine . Người đứng đầu liên đoàn cảnh sát thành phố Minneapolis là Bob Kroll nói rằng truyền thông sẽ không bao giờ chịu đưa tin về quá khứ tội phạm của George Floyd, cũng theo ông thì các cuộc biểu tình xung quanh cái chết của anh ta là "một phong trào khủng bố" .

### Cảnh sát
Derek Chauvin, 44 tuổi, được xác định là sĩ quan đè Floyd xuống đất bằng cách quỳ trên cổ. Anh ta từng là một sĩ quan trong Sở Cảnh sát Minneapolis từ khoảng năm 2001. Chauvin đã có 18 đơn khiếu nại trong hồ sơ chính thức của mình, hai trong số đó đã kết thúc bằng kỷ luật từ bộ bao gồm thư khiển trách chính thức. Anh ta đã tham gia vào ba vụ nổ súng của cảnh sát, một trong số đó là gây tử vong.
Sĩ quan Tou Thao đã qua học viện cảnh sát vào năm 2009 và được thuê vào một vị trí toàn thời gian vào năm 2012. Năm 2017, Thao là bị cáo trong một vụ sử dụng vũ lực quá mức đã được giải quyết ngoài tòa với giá 25.000 USD.
Hai sĩ quan khác có mặt được xác định là Thomas Lane và J. Alexander Kueng. Không có khiếu nại trước đó trong hồ sơ của họ.
Cả bốn sĩ quan đều bị sa thải sau vụ việc, và Derek Chauvin bị công tố viên Hạt Hennepin khởi tố 2 tội danh "giết người cấp độ 3" và "ngộ sát" vào ngày 29 tháng 5 năm 2020.

## Sự kiện

### Những tuyên bố ban đầu từ cảnh sát và nhân viên y tế
Ngay sau 8:00   chiều ngày 25 tháng 5, Ngày Tưởng niệm chiến sĩ, các sĩ quan Sở Cảnh sát thành phố Minneapolis đã trả lời tin nhắn "có người dùng tiền giả đang diễn ra" trên Đại lộ Chicago ở khu phố Powderhorn của thành phố Minneapolis. Theo WCCO, hàm ý là Floyd "đã cố gắng sử dụng các giấy tờ giả mạo tại một quán ăn gần đó". Theo một đồng sở hữu của Cup Foods, Floyd đã cố gắng sử dụng một tờ 20 đô la USD mà một nhân viên xác định là tiền giả. Theo cảnh sát, Floyd đang ở trong một chiếc xe gần đó và "dường như bị ma túy làm ảnh hưởng". Một phát ngôn viên của sở cảnh sát cho biết các sĩ quan đã ra lệnh cho anh ta ra khỏi chiếc xe, lúc đó anh ta "chống cự". Khiếu nại này bị mâu thuẫn bởi tất cả các bằng chứng video được phát hành về cuộc gặp gỡ.
Theo cảnh sát thành phố Minneapolis, các sĩ quan "đã có thể bắt còng tay nghi phạm và lưu ý rằng anh ta dường như đang bị đau đớn về mặt y học", và đã gọi xe cứu thương. Không có vũ khí đã được sử dụng trong vụ bắt giữ, theo một tuyên bố từ cảnh sát thành phố Minneapolis.
Theo Sở cứu hỏa Minneapolis, các nhân viên y tế đã di chuyển Floyd khỏi vị trí trên và đang thực hiện các biện pháp ép ngực và các biện pháp cứu sinh khác đối với một "người đàn ông không phản ứng, không xung động". Floyd đã được đưa đến Trung tâm y tế hạt Hennepin, nơi anh được tuyên bố là đã chết.

### Video về vụ bắt giữ được quay bởi người ngoài cuộc
Một phần của vụ bắt giữ được quay bởi một người ngoài cuộc và được truyền trực tiếp lên Facebook Live. Video này đã lan truyền.
Khi video bắt đầu, Floyd đã bị ghim ngực xuống đất và sĩ quan Chauvin đang quỳ trên cổ anh ta. Floyd liên tục nói với Chauvin: "Làm ơn" và "Tôi không thể thở được" trong khi rên rỉ, gầm gừ và nức nở. Một người ngoài cuộc nói với cảnh sát: "Bạn đã hạ gục anh ta. Hãy để anh ấy thở. " 
Một người ngoài cuộc khác nói: "Một trong những người bạn của tôi đã chết theo cách tương tự" và sau khi Floyd trả lời "Tôi cũng sẽ chết như vậy", Chauvin nói với Floyd hãy thư giãn. Cảnh sát hỏi Floyd, "Bạn muốn gì?" Floyd trả lời, "Tôi không thể thở được."  Floyd nói, "Làm ơn, đầu gối anh ở cổ tôi, tôi không thể thở được."  Ai đó bảo Floyd "đứng dậy và lên xe" (mà Agence France Presse, CBS News và WVLT-TV xác định là một trong những sĩ quan, trong khi Buzzfeed News nói rằng "không rõ ràng" cho dù đó là một sĩ quan nói), mà Floyd trả lời: "Tôi sẽ... Tôi không thể di chuyển. "  Floyd kêu lên, "Mẹ ơi!"  Floyd nói "Bụng tôi đau, cổ tôi đau, mọi thứ đều đau" và xin nước.  Cảnh sát không phản ứng một cách rõ ràng với Floyd.  Floyd cầu xin, "Đừng giết tôi." 
Một người ngoài cuộc chỉ ra rằng Floyd đang chảy máu mũi. Một người khác nói với cảnh sát rằng Floyd "thậm chí không chống lại việc bắt giữ ngay bây giờ". Cảnh sát nói với những người ngoài cuộc rằng Floyd đang "nói chuyện, anh ta ổn"; một người ngoài cuộc trả lời rằng Floyd "không ổn". Người ngoài cuộc phản đối rằng cảnh sát đã ngăn Floyd thở, thúc giục họ: "Đưa anh ta lên khỏi mặt đất... Bây giờ bạn có thể đặt anh ta vào xe. Anh ta không chống lại sự bắt giữ hoặc không có gì. Bạn đang tận hưởng nó. Nhìn bạn kìa. Ngôn ngữ cơ thể của bạn. "
Floyd im lặng và bất động, nhưng Chauvin không nhấc đầu gối khỏi cổ Floyd. Những người ngoài cuộc phản đối rằng Floyd "không phản ứng" và liên tục yêu cầu cảnh sát kiểm tra xung của Floyd. Một người ngoài cuộc đặt câu hỏi: "Có phải họ đã giết anh ta không?" 
Một xe cứu thương cuối cùng cũng đến, và Chauvin không di chuyển đầu gối cho đến khi các dịch vụ y tế khẩn cấp đưa cơ thể không phản ứng của Floyd lên cáng. George Floyd ban đầu được HCMC Paramedics thấy là không còn mạch đập, tuy nhiên, hô hấp nhân tạo không được đoàn y tá thực hiện. Bệnh nhân được đưa vào xe cứu thương, và được đưa đến đại lộ 36 và đường Park, theo một báo cáo sự cố của Sở cứu hỏa Minneapolis. Một người ngoài cuộc nói rằng cảnh sát "thực sự đã giết" Floyd. Chauvin quỳ trên cổ Floyd trong ít nhất bảy phút, bao gồm khoảng bốn phút sau khi Floyd ngừng di chuyển.
Thầy thuốc trong xe cứu thương đã kiểm tra mạch của Floyd nhiều lần, nhưng không tìm thấy mạch. Floyd được tuyên bố đã chết tại bệnh viện.

### Các video khác
Một video người ngoài cuộc thứ hai, quay từ bên trong một chiếc xe, cho thấy Floyd bị đưa khỏi xe của anh ta. Vice mô tả rằng Floyd "dường như không chống cự - chỉ đứng cạnh xe của mình". The Independent viết: "Đoạn video cho thấy hai cảnh sát kéo Floyd từ chiếc xe của anh ta ra ngoài mà không có bất kỳ sự kháng cự rõ ràng nào".
Một đoạn video dài sáu phút từ camera an ninh của một nhà hàng gần đó đã được cung cấp cho các phương tiện truyền thông. Nó cho thấy hai sĩ quan lôi một người đàn ông từ một chiếc xe. Người đàn ông bị còng tay và bị đưa đến một vỉa hè, nơi anh ta ngồi xuống. Một sĩ quan thứ ba đến. Sau đó, một sĩ quan giúp người đàn ông đứng dậy một lần nữa, và hai sĩ quan đưa người đàn ông đến một chiếc xe cảnh sát, nơi người đàn ông ngã xuống đất. Trong khi cảnh sát ban đầu tuyên bố rằng Floyd đã chống lại sự bắt giữ, video giám sát này "cho thấy các cảnh sát bình tĩnh bắt giữ anh ta", theo CBS News. Video giám sát "không hỗ trợ các phát ngôn của cảnh sát tuyên bố rằng George Floyd chống lại việc bắt giữ", CNN viết.
Một video về vụ việc từ một góc độ khác cho thấy "ba sĩ quan đã giữ chặt Floyd trên mặt đất, trong khi một người khác đứng trên anh ta", CBS Evening News đưa tin. Tạp chí Phố Wall mô tả nó là "ba sĩ quan được nhìn thấy đang ngồi trên" Floyd.
Cảnh sát Công viên Minneapolis (MPP)  - một cơ quan khác với Sở Cảnh sát Minneapolis (MPD) - có một sĩ quan tại nơi giam giữ Floyd. MPP đã phát hành đoạn phim quay từ người của cảnh sát này vào ngày 28 tháng Năm. Đoạn phim cho thấy cảnh sát MPP trấn an hai hành khách trên xe của Floyd rằng xe cứu thương sẽ đến hiện trường và bảo họ "ở lại". CNN lưu ý rằng cảnh sát viên "không quay mặt về hướng của vụ việc khi nó xảy ra".

## Hậu quả
Vào ngày 26 tháng 5, Cảnh sát trưởng Minneapolis Medaria Arradondo tuyên bố rằng các sĩ quan được cho nghỉ phép. Sau đó trong ngày, bốn sĩ quan trả lời đã bị sa thải.
Vào ngày 27 tháng 5, thông tin sai lệch nhắm vào Chauvin bắt đầu lan truyền trên phương tiện truyền thông xã hội, với tuyên bố đặc biệt nổi bật rằng Chauvin là chủ đề của bức ảnh đội chiếc mũ "Make Whites Great Again" (Làm cho người Da Trắng vĩ đại trở lại) và Chauvin đã lên sân khấu với Donald Trump trong một cuộc biểu tình chính trị sau đó là hình giả.
Vào ngày 28 tháng 5, Bộ Tư pháp Hoa Kỳ công bố một tuyên bố chung với FBI nói rằng họ đã yêu cầu đưa cuộc điều tra về cái chết của Floyd là "ưu tiên hàng đầu". Họ nói rằng họ đã giao cho các công tố viên giàu kinh nghiệm và các nhà điều tra tội phạm FBI về vấn đề này và vạch ra các bước tiếp theo của cuộc điều tra: "Một cuộc điều tra toàn diện sẽ tổng hợp tất cả thông tin có sẵn và đánh giá kỹ lưỡng bằng chứng và thông tin thu được từ các nhân chứng... Nếu xác định rằng đã có sự vi phạm luật liên bang, sẽ có các cáo buộc hình sự."  Tạp chí Phố Wall cho biết đây là một tuyên bố mạnh mẽ đáng chú ý của Bộ Tư pháp, vốn "thường có giọng điệu im lặng hơn trong việc mô tả các cuộc điều tra tiếp theo".

### Buộc tội ở cấp quận hạt
Chauvin bị bắt vào ngày 29 tháng 5, Luật sư quận Hennepin Mike Freeman buộc tội anh ta giết người cấp độ ba và ngộ sát cấp độ hai, khiến anh ta trở thành sĩ quan da trắng đầu tiên ở Minnesota bị buộc tội tử hình một thường dân da đen. Theo luật của tiểu bang Minnesota, giết người cấp độ ba được định nghĩa là gây ra cái chết của người khác mà không có ý định giết người, nhưng "gợi lên một tâm trí đồi trụy, không quan tâm đến cuộc sống của con người ". Tội ngộ sát cấp độ hai cũng không ngụ ý gây chết người, nhưng thủ phạm đã tạo ra "nguy cơ vô lý" gây tổn hại nghiêm trọng hoặc tử vong. Benjamin Crump, luật sư của gia đình Floyd, kêu gọi buộc tội giết người cấp độ 1 cho Chauvin, vốn đòi hỏi phải có ý định giết người.
Luật sư quận Hennepin Mike Freeman cho biết ông cũng dự đoán sẽ có các cáo buộc cho ba sĩ quan còn lại.

### Phản ứng của cơ quan thực thi pháp luật cấp liên bang
Vào ngày 26 tháng 5, FBI tuyên bố họ đang xem xét vụ việc. Vào ngày 28 tháng 5, Bộ Tư pháp Hoa Kỳ đã công bố một tuyên bố chung với FBI, nói rằng họ đã khiến cuộc điều tra về cái chết của Floyd là "ưu tiên hàng đầu". Họ nói rằng họ đã giao cho các công tố viên có kinh nghiệm và các nhà điều tra tội phạm FBI về vấn đề này và vạch ra các bước tiếp theo của cuộc điều tra: một "cuộc điều tra toàn diện sẽ tổng hợp tất cả thông tin có sẵn và đánh giá kỹ lưỡng bằng chứng và thông tin thu được từ các nhân chứng... Nếu xác định rằng đã có sự vi phạm luật liên bang, các cáo buộc hình sự sẽ được tìm kiếm. "  Tạp chí Phố Wall đánh giá tuyên bố này từ Bộ Tư pháp là "mạnh mẽ một cách đáng chú ý", cho rằng bộ "thường có giọng điệu im lặng hơn trong việc mô tả các cuộc điều tra tiếp tục".

### Khám nghiệm tử thi

#### Kết quả kiểm tra y tế của Hennepin County
Vào ngày 26 tháng 5 năm 2020, khám nghiệm tử thi đã được người kiểm tra y tế của Hạt Hennepin thực hiện trên Floyd.
Vào ngày 29 tháng 5, đơn kiện hình sự chống lại Chauvin đã được công bố bởi Văn phòng Chưởng lý Hạt Hennepin. Với báo cáo đầy đủ của giám khảo y tế của Hạt Hennepin chưa được công bố vào thời điểm đó, khiếu nại hình sự thay vì trích dẫn "phát hiện sơ bộ" của giám khảo y tế của Hạt Hennepin. Khiếu nại đã trích dẫn kết quả sơ bộ rằng khám nghiệm tử thi "cho thấy không có phát hiện vật lý nào hỗ trợ chẩn đoán ngạt do chấn thương hoặc bóp nghẹt ", nhưng thấy rằng Floyd bị bệnh động mạch vành và bệnh tim tăng huyết áp. Khiếu nại trích dẫn suy đoán của khám nghiệm tử thi rằng "những tác động kết hợp của ông Floyd bị cảnh sát kiềm chế, tình trạng sức khỏe tiềm ẩn của ông và bất kỳ chất gây say tiềm năng nào trong hệ tim mạch có thể góp phần vào cái chết của Floyd." 
Vào ngày 1 tháng 6, nhân viên kiểm tra y tế của Hạt Hennepin đã ra thông cáo báo chí về "kết quả cuối cùng" của khám nghiệm tử thi. Nó đã phân loại cái chết của Floyd là một vụ giết người, gây ra do "ngừng tim trong khi bị bắt giữ" bởi các nhân viên thực thi pháp luật, những người đã khiến Floyd bị "khuất phục" và "bị chèn lên cổ". Báo cáo cuối cùng ghi nhận các "chứng bệnh quan trọng" khác: bệnh tim do xơ cứng động mạch, bệnh tim tăng huyết áp, nhiễm độc fentanyl và sử dụng methamphetamine gần đây.

#### Khám nghiệm tử thi tư nhân
Vào ngày 29 tháng 5, bác sĩ Michael Baden nói rằng ông đã được gia đình của Floyd giữ lại để tiến hành khám nghiệm tử thi riêng trên Floyd. Baden là một nhà nghiên cứu bệnh học và là cựu giám đốc y tế của thành phố New York, người cũng đã tiến hành khám nghiệm tử thi lần thứ hai cho Eric Garner. Vào ngày 30 tháng 5, nhóm pháp lý của gia đình Floyd đã xác nhận rằng họ đã thuê Baden và cả Tiến sĩ Allecia Wilson để tiến hành khám nghiệm tử thi. Wilson là giám đốc khám nghiệm tử thi và dịch vụ pháp y tại Đại học Y Michigan.
Vào ngày 31 tháng 5, một cuộc khám nghiệm tử thi tư nhân do gia đình Floyd ủy quyền đã được tiến hành. Vào ngày 1 tháng Sáu, Wilson cho biết phát hiện khám nghiệm tử thi tư nhân rằng "bằng chứng phù hợp với ngạt cơ học là nguyên nhân" cái chết của Floyd, và cái chết là một vụ giết người. Baden nói rằng Floyd chết vì "ngạt do bị chèn ép cổ", ảnh hưởng đến "lưu lượng máu và oxy đi vào não", và cũng do "ép lưng, gây cản trở hô hấp". Baden nói rằng Floyd "không có vấn đề y tế tiềm ẩn nào gây ra hoặc góp phần vào cái chết của anh ta", và anh ta cũng nói rằng "không đúng" khi mà việc nói chuyện được nghĩa là ai đó có thể thở bình thường.

### Tưởng niệm và biểu tình

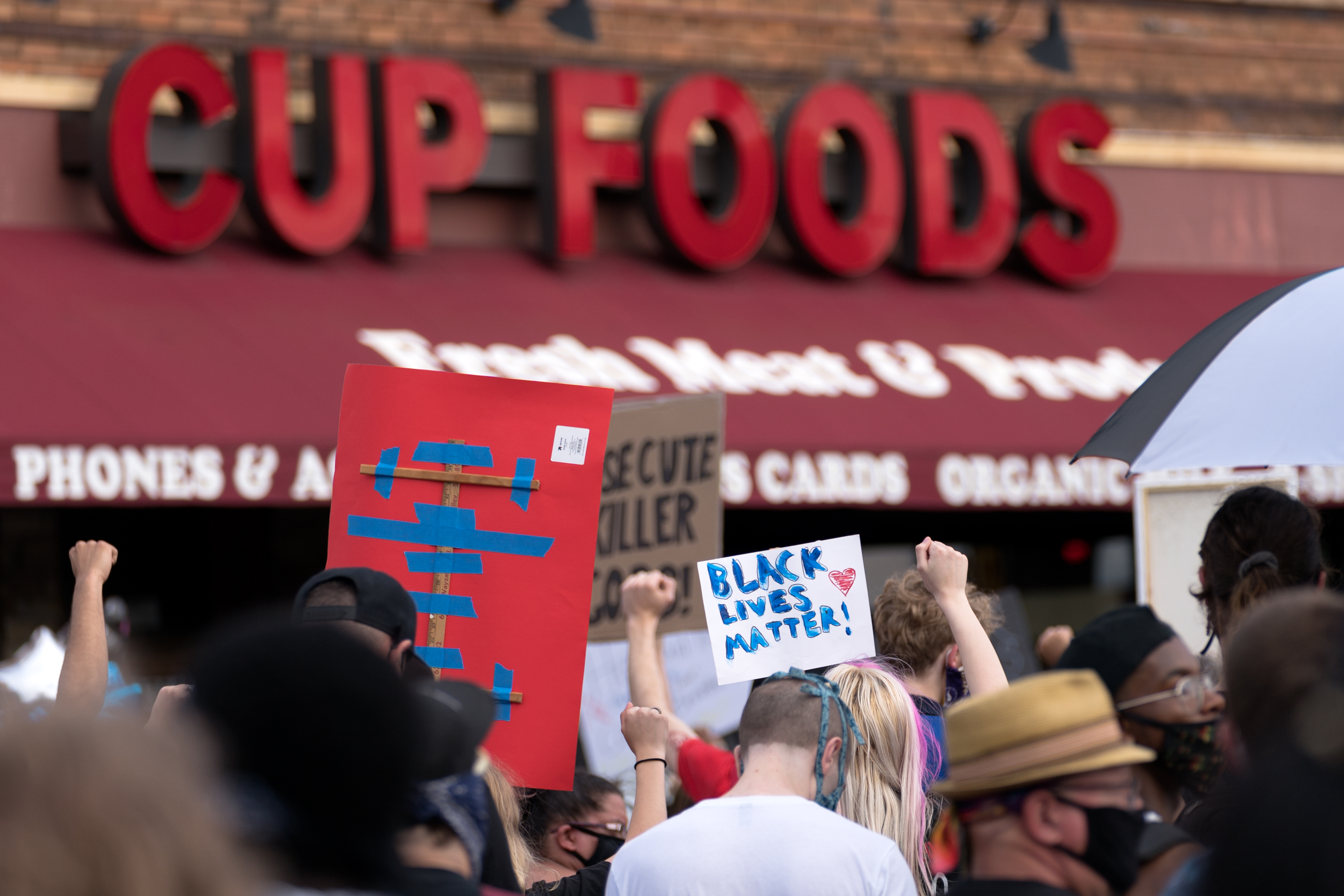
Người biểu tình tập trung tại một địa điểm ở Minnesota vào ngày 26 tháng 5, một ngày sau cái chết của Floyd.

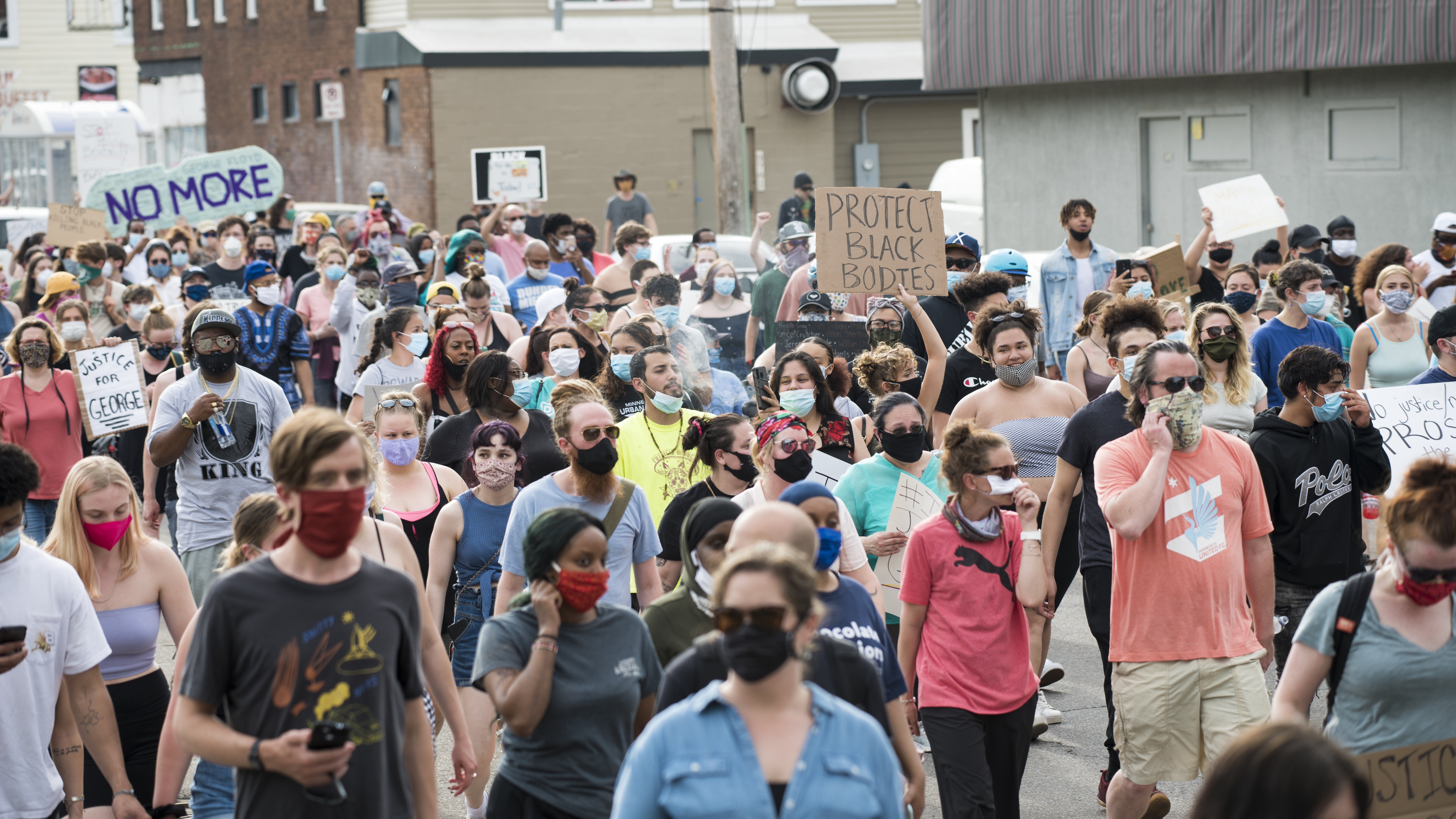
Người biểu tình tuần hành vào ngày 26 tháng 5.

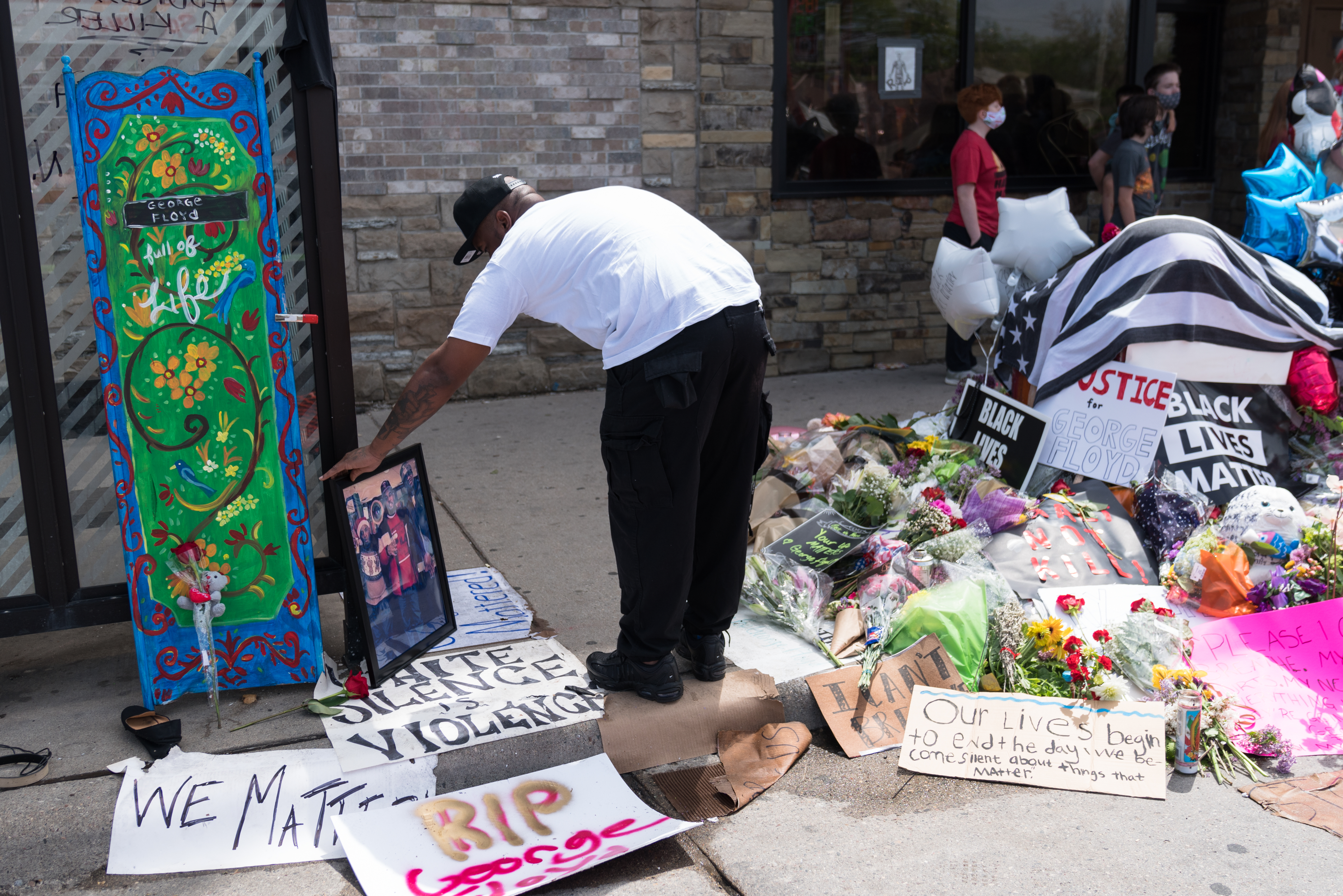
Một đài tưởng niệm tạm thời được đặt gần trạm xe buýt nơi xảy ra vụ việc, chụp ảnh vào ngày 27 tháng 5

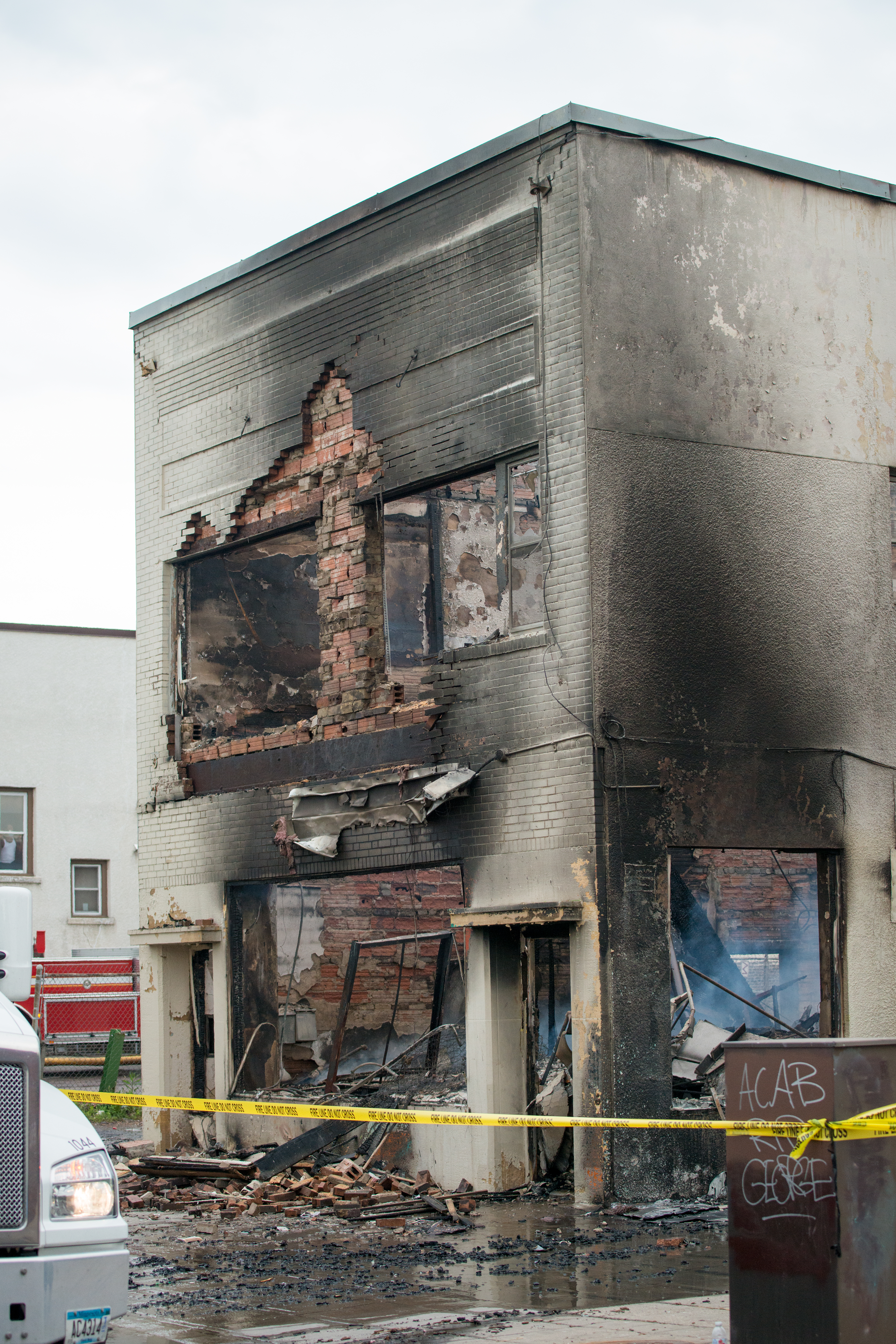
Tòa nhà bị hư hại sau bạo loạn, ngày 28 tháng 5

Trước sự phẫn nộ của cộng đồng tại thành phố Minneapolis, trạm xe buýt tại địa điểm của Floyd trên Đại lộ Chicago đã trở thành một đài tưởng niệm tạm thời cho anh ta vào ngày 26 tháng 5, với nhiều dấu hiệu như là sự tôn vinh anh ta và đề cập đến phong trào Black Lives Matter. Khi ngày trôi qua, nhiều người đã xuất hiện để biểu tình vì cái chết của Floyd. Đám đông, ước tính lên tới hàng trăm người, sau đó họ đã diễu hành đến Phân khu thứ ba của Cảnh sát Minneapolis. Những người tham gia đã sử dụng các áp phích và khẩu hiệu với các cụm từ như "Công lý cho George", "Tôi không thể thở" và "Mạng người da đen cũng có giá chứ".
Mặc dù các cuộc biểu tình vào ngày đầu tiên ban đầu rất ôn hòa, một nhóm người biểu tình nhỏ hơn đã phá hoại Phân khu 3, phá vỡ một cửa sổ và phá hoại xe cảnh sát. Tuy nhiên, một số bằng chứng video đã chỉ ra rằng cảnh sát thành phố Minneapolis có thể đã làm trầm trọng thêm các cuộc bạo loạn bằng cách gửi các nhân viên cảnh sát mặc thường phục đến phá hoại các cửa hàng. Điều này dẫn đến các nhân viên cảnh sát mặc đồ chống bạo động sử dụng hơi cay và lựu đạn flash vào người biểu tình, trong khi một số người biểu tình ném đá và các vật thể khác vào cảnh sát. Cảnh sát cũng sử dụng đạn cao su và bom khói chống lại người biểu tình. Các phương tiện truyền thông đã nhấn mạnh sự khác biệt rõ ràng về sự gây hấn giữa phản ứng của cảnh sát đối với người biểu tình da đen trong các cuộc biểu tình này so với phản ứng được đo lường nhiều hơn đối với các cuộc biểu tình chống phong tỏa năm 2020 của Hoa Kỳ có người biểu tình cầm súng. Cảm xúc này cũng được lan truyền trên phương tiện truyền thông xã hội.
Những cuộc biểu tình sau đó trở nên bạo lực, kéo dài trong nhiều ngày. Kể từ ngày 2 tháng 6, Star Tribune ước tính 308 doanh nghiệp trên toàn khu vực Thành phố Twin đã bị phá hoại hoặc bị phá hủy hoàn toàn, bao gồm 41 ở Minneapolis và 3 ở St. Paul "bị đốt phá".
Sau các cuộc biểu tình, một lệnh giới nghiêm vào ban đêm ở quận Minneapolis, Saint Paul và Hạt Dakota đã được ban hành vào ngày 29 tháng 5. 500 binh sĩ Vệ binh Quốc gia Minnesota sau đó đã được phái đến khu vực để thi hành lệnh giới nghiêm, nhưng ít hiệu quả, với khoảng 1.000 người biểu tình có thể diễu hành hòa bình trên Xa lộ Liên tiểu bang 35 vào giờ giới nghiêm.
Gia đình Floyd đã công bố vào ngày 2 tháng 6, một đài tưởng niệm công cộng sẽ được tổ chức vào ngày 8 tháng 6 tại Nhà thờ Fountain of Praise ở Houston. Một dịch vụ tư nhân sẽ được tổ chức tại một địa điểm không được tiết lộ vào ngày 9 tháng 6. Theo tuyên bố của gia đình, cựu võ sĩ chuyên nghiệp Floyd Mayweather sẽ trả tiền cho các dịch vụ. Cùng ngày một dịch vụ tưởng niệm công cộng khác, lần này được tổ chức tại Đại học Bắc Trung Bộ vào ngày 4 tháng 6, đã được công bố. Reverend Al Sharpton sẽ tổ chức tưởng niệm. Võ sĩ người Mỹ đã giải nghệ Floyd Mayweather đã đề nghị trang trải chi phí cho các dịch vụ tang lễ của George Floyd, gia đình George Floyd đã chấp nhận lời đề nghị này.
Các cuộc biểu tình chống lại sự tàn bạo của cảnh sát và cái chết của George Floyd xuất hiện ở hơn 100 thành phố, bao gồm Thành phố New York; Los Angeles; Toronto; Mashhad; Milan; Columbus, Ohio; Denver; Des Moines; Houston; Louisville; Memphis; Charlotte, Bắc Carolina; Oakland; Portland, Oregon; San Jose; Seattle; bên ngoài Nhà Trắng ở Washington; bên ngoài ngôi nhà mùa hè của Chauvin ở Windermere, Florida; và ở nhiều địa điểm khác. Vào ngày 30 tháng 5, 12 tiểu bang (bao gồm cả tiểu bang Minnesota) đã triệu tập Lực lượng Vệ binh Quốc gia, và ít nhất 12 thành phố lớn áp đặt lệnh giới nghiêm vào tối thứ bảy.

## Phản ứng

### Gia đình và bạn bè
Anh em họ của Floyd và hai anh em đã được CNN phỏng vấn. Anh em họ của Floyd, Tera Brown, đã chỉ trích cảnh sát, nói: "Đáng lẽ họ phải ở đó để phục vụ và bảo vệ và tôi đã không thấy một người nào trong số họ nhấc một ngón tay để làm bất cứ điều gì để giúp Floyd trong khi anh ta cầu xin được sống." Một trong những anh em của Floyd lặp lại chỉ trích này, nói rằng: "Họ có thể đã chích điện Floyd, họ có thể vô hiệu hóa anh ta. Thay vào đó, họ đè đầu gối của họ vào cổ anh ta và chỉ ngồi lên anh ta và sau đó tiếp tục. Họ đối xử với Floyd tệ hơn họ đối xử với động vật. "  Anh trai của Floyd, Philonese, kêu gọi hòa bình và tuyên bố: "Mọi người hiện đang có rất nhiều nỗi đau, đó là lý do tại sao điều này xảy ra, tôi mệt mỏi khi thấy những người da đen phải chết." 
Người bạn lâu năm của Floyd, cựu cầu thủ bóng rổ chuyên nghiệp Stephen Jackson, đã bày tỏ sự tức giận và buồn bã sau cái chết của bạn mình, nói rằng video bắt giữ "đã đánh gục tôi".
Bạn gái của Floyd, Courtney Ross, yêu cầu cộng đồng phản hồi về cái chết của Floyd theo cách sẽ tôn vinh anh. Cô nói: "Bạn không thể đánh nhau với lửa. Mọi thứ sẽ chỉ tiếp tục cháy, và tôi đã nhìn thấy nó cả ngày   - mọi người thù hận, họ thù ghét, họ đang thù ghét, họ đang điên. Và anh ấy sẽ không muốn điều đó. " 
Chú của Floyd, Selwyn Jones, nói với Rapid City Journal: "Điều khiến tôi băn khoăn nhất là nghe Floyd gọi chị gái tôi." Jones cũng cho biết ông bày tỏ sự ghê tởm về video với vợ trước khi anh biết nạn nhân là cháu mình. Ông cũng đã lên tiếng tại một cuộc biểu tình tưởng niệm ở Rapid City, Nam Dakota gần nơi ông sống.

### Giới chức chính trị

#### Cấp tiểu bang
Ủy viên hội đồng thành phố Minneapolis, Andrea Jenkins, người đại diện cho Ward   8, nơi xảy ra vụ việc, được trích dẫn: "Trái tim tôi tan vỡ vì sự mất mát mạng sống bi thảm đêm qua gần Đường 38 và Chicago. Cộng đồng của chúng tôi tiếp tục bị chấn thương một lần nữa và một lần nữa. Chúng ta phải yêu cầu câu trả lời. " 
Thị trưởng thành phố Minneapolis, Jacob Frey, tuyên bố: "Trở thành người da đen ở Mỹ không nên là bản án tử hình. Trong năm phút, chúng tôi thấy một sĩ quan da trắng ấn đầu gối vào cổ một người đàn ông da đen... Khi bạn nghe ai đó kêu cứu, bạn phải giúp đỡ. Sĩ quan này đã thất bại theo nghĩa cơ bản nhất của con người. " Một ngày sau cái chết của Floyd, thị trưởng đã gọi việc chấm dứt hợp đồng các sĩ quan liên quan là "việc làm đúng". Hai ngày sau cái chết của Floyd, Thị trưởng Frey đã nêu bật bản chất chủng tộc của cái chết của Floyd và kêu gọi Chauvin bị buộc tội hình sự: "Nếu hầu hết mọi người, đặc biệt là người da màu, đã làm những gì một sĩ quan cảnh sát đã làm vào cuối ngày thứ Hai, thì họ đã bị phía sau song sắt. Đó là lý do tại sao hôm nay tôi đang kêu gọi luật sư quận Hennepin Mike Freeman buộc tội cảnh sát bắt giữ trong trường hợp này. "   Trong một cuộc phỏng vấn với CBS tối hôm đó, Frey đã được hỏi: "Bạn có nghĩ đó là vụ giết người không?" Anh trả lời: "Tôi có nghĩ như vậy." 
Đại diện Hoa Kỳ Ilhan Omar của khu vực quốc hội thứ năm của tiểu bang Minnesota (bao gồm cả thành phố Minneapolis) đã kêu gọi một cuộc điều tra liên bang, nói rằng: "Thật đáng sợ khi chứng kiến người đàn ông da đen này bị giết trong khi bất lực cầu xin sự giúp đỡ."  Sau đó, cô nói thêm: "Cảnh sát đã giết George Floyd nên bị buộc tội giết người."  Thượng nghị sĩ Tina Smith và Thống đốc Tim Walz cũng kêu gọi hành động ngay lập tức.
Thượng nghị sĩ Amy Klobuchar đã phản ứng vào ngày hôm sau, nói: "Chúng tôi đã nghe những cuộc gọi liên tục của anh ấy để được giúp đỡ. Chúng tôi nghe anh ấy nói đi nói lại rằng anh ấy không thể thở được. Và bây giờ chúng ta đã thấy một trường hợp đau đớn và kinh hoàng khác của một người đàn ông Mỹ gốc Phi sắp chết. " Bà kêu gọi tuyên bố về "một cuộc điều tra bên ngoài đầy đủ và kỹ lưỡng về những gì đã xảy ra, và những người liên quan đến vụ việc này phải chịu trách nhiệm."  Tuy nhiên, với tư cách là cựu luật sư của Hạt Hennepin, bà đã bị chỉ trích vì từ chối buộc tội hình sự đối với cảnh sát trong suốt tám năm làm việc tại văn phòng đó, bao gồm cả chống lại Chauvin; một số người kêu gọi bà từ chức tại Thượng viện.

#### Cấp liên bang
Tổng thống Donald Trump đã gửi lời chia buồn hai ngày sau đó thông qua Twitter, nói rằng ông yêu cầu FBI tiến hành một cuộc điều tra kỹ lưỡng. Ông nói thêm, "Trái tim tôi hướng về gia đình và bạn bè của George. Công lý sẽ được thực thi! "  Trump cũng mô tả cái chết của Floyd là "buồn và bi thảm". Ông đã gây ra tranh cãi sau khi xuất bản một tweet vào ngày 29 tháng 5 với nội dung: "Những tên cảnh sá này đang làm mất trí nhớ của George Floyd, và tôi sẽ không để điều đó xảy ra. Chỉ cần nói chuyện với Thống đốc Tim Walz và nói với ông ta rằng Quân đội luôn bên cạnh ông ấy. Bất kỳ khó khăn nào và chúng tôi sẽ đảm nhận quyền kiểm soát, nhưng khi cướp bóc bắt đầu, thì nổ súng bắt đầu theo. Cảm ơn! "  Một tuần sau, vào ngày 1 tháng 6, Tổng thống Trump đe dọa sẽ triển khai quân đội để ngăn chặn các cuộc biểu tình nếu nhà nước không thể quản lý họ bằng cách viện dẫn Đạo luật nổi dậy năm 1807. Các ý kiến, được đưa ra trong một thông cáo báo chí trong vườn hoa hồng của Nhà Trắng, đã thu hút những phản hồi có lợi từ các nhà lập pháp Cộng hòa; nó cũng nhanh chóng lên án từ đảng Dân chủ, những người ủng hộ phong trào Black Lives Matter và các nhà bình luận truyền thông như một mối đe dọa vi phạm quyền Tu chính án 1 của người biểu tình theo cách độc đoán, trích dẫn lịch sử các lần ngưỡng mộ các nhà lãnh đạo chính trị độc đoán và những bình luận trong quá khứ thể hiện sự ủng hộ rõ ràng của Trump đối với đàn áp quân sự của Đảng Cộng sản Trung Quốc đối với các cuộc biểu tình ủng hộ dân chủ năm 1989 tại Quảng trường Thiên An Môn. Các học giả pháp lý lưu ý rằng Đạo luật nổi dậy phải có sự cho phép của từng chính phủ tiểu bang để nhân viên quân sự được triển khai đến một số địa điểm nhất định và viện dẫn hành động đơn phương có thể vi phạm các quy định nhân quyền và luật liên bang hạn chế quyền lực của tổng thống sử dụng quân đội trên đất Mỹ.
Cựu tổng thống Hoa Kỳ Barack Obama đã công bố một tuyên bố thông qua Twitter kêu gọi một "tình trạng bình thường mới" chấm dứt di sản của chủ nghĩa phân biệt chủng tộc có hệ thống. Cựu tổng thống Hoa Kỳ George W. Bush và vợ của ông, Laura Bush, đã đưa ra một tuyên bố rằng họ "đau khổ vì sự ngạt thở chịu đựng sự tàn bạo của George Floyd và bị quấy rầy bởi sự bất công và nỗi sợ hãi làm nghẹt thở đất nước chúng ta." 
Các đại sứ Hoa Kỳ tại Cộng hòa Dân chủ Congo, Kenya, Tanzania và Trung Quốc bày tỏ lo ngại và lên án vụ giết người.

#### Quốc tế
Các nghị sĩ của Đảng Lao động Anh là Claudia Webbe và David Lammy chỉ trích cái chết của Floyd. Thủ tướng Canada Justin Trudeau nói rằng phân biệt chủng tộc là có thật và tồn tại ở cả Hoa Kỳ và Canada. Sau đó, ông kêu gọi người Canada đứng lên chống lại nó.
Michelle Bachelet, Cao ủy Nhân quyền Liên Hợp Quốc, đã lên án đó là một vụ giết người Mỹ gốc Phi không vũ trang khác, đồng thời kêu gọi Hoa Kỳ "hành động nghiêm túc" và chấm dứt việc giết người như vậy. Bà cũng kêu gọi những người biểu tình "bày tỏ đòi hỏi công lý một cách hòa bình" và để cảnh sát kiềm chế không sử dụng vũ lực quá mức.
Các quốc gia bị Hoa Kỳ chỉ trích vì vi phạm nhân quyền đã sử dụng vụ việc để chỉ trích Hoa Kỳ. Bộ Ngoại giao Nga cho biết Hoa Kỳ có lịch sử lạm dụng nhân quyền có hệ thống. Tổng thống Thổ Nhĩ Kỳ Recep Tayyip Erdoğan đổ lỗi cho cái chết của Floyd về "cách tiếp cận phân biệt chủng tộc và phát xít" của Hoa Kỳ và cho biết Thổ Nhĩ Kỳ sẽ giám sát vấn đề này. Ayatollah Ali Khamenei, Lãnh đạo tối cao của Iran, đã đăng lại một dòng tweet nói rằng những người da màu phải đối mặt với việc bị giết "trong vài phút tới" nếu họ đi ra ngoài trên đường phố Mỹ.
Các quan chức Liên minh châu Phi, bao gồm Chủ tịch Ủy ban Liên minh châu Phi Moussa Faki Mahamat, chỉ trích vụ giết người. Các đại sứ quán Mỹ ở Châu Phi cũng lên án vụ việc, trong một động thái được giới truyền thông mô tả là không bình thường.
Dalai Lama, ở Ấn Độ khi đang giảng dạy đồ đệ, đã lên án vụ giết George Floyd bằng cách nói, "có một số người thậm chí còn coi việc có thể giết chết ai đó là một niềm tự hào." 
Bộ Ngoại giao Trung Quốc tố cáo vụ giết George Floyd với tuyên bố: "Cái chết của George Floyd phản ánh mức độ nghiêm trọng của phân biệt chủng tộc và sự tàn bạo của cảnh sát ở Mỹ ".

### Các cơ quan thực thi pháp luật
Liên minh cảnh sát địa phương bày tỏ sự ủng hộ đối với các sĩ quan có liên quan, nói rằng: "Liên đoàn cảnh sát viên của thành phố Minneapolis sẽ hỗ trợ đầy đủ cho các sĩ quan liên quan." Họ cũng kêu gọi công chúng giữ bình tĩnh, nói rằng: "Bây giờ không phải là lúc để vội vàng phán xét và ngay lập tức lên án các sĩ quan của chúng tôi."  Chủ tịch Cảnh sát huynh đệ Patrick Yoes nói rằng các nhà chức trách phải đảm bảo công lý được thực thi trong cái chết của Floyd, "bất kể hậu quả".
Các hiệp hội trưởng của cảnh sát từ khắp đất nước bày tỏ sự thất vọng khi đối xử với Floyd. Các cảnh sát trưởng tiểu bang Minnesota đã hoan nghênh việc bắn nhanh chóng của cảnh sát trưởng thành phố Minneapolis Arradondo. Người đứng đầu của cả Hiệp hội Cảnh sát trưởng Quốc tế (IACP) và Hiệp hội Cảnh sát trưởng các Thành phố lớn (MCCA) đã lên án những gì nhìn thấy trên video.  MCCA, dẫn đầu bởi cảnh sát trưởng Art Acevedo, nói: "Cái chết của Mr.   Floyd rất đáng lo ngại và cần được quan tâm đối với tất cả người Mỹ. Các hành động của cảnh sát không phù hợp với việc đào tạo và các nghi thức trong nghề nghiệp của chúng tôi và MCCA khen ngợi cảnh sát trưởng thành phố Minneapolis Medaria Arradondo vì hành động nhanh chóng và quyết đoán của anh ta để chấm dứt việc làm của các sĩ quan liên quan. "  Chủ tịch Quỹ Cảnh sát Quốc gia cho biết: "Những hành động này và không hành động, gây nguy hiểm cho những lợi ích đã đạt được thông qua sự hy sinh và lòng can đảm của nhiều người."
Lãnh đạo các sở cảnh sát cá nhân từ khắp Hoa Kỳ đã lên tiếng chống lại sĩ quan ở trung tâm của video, với điều mà tờ Washington Post gọi là "sự ghê tởm" và Thời báo Los Angeles gọi là "sự chỉ trích thẳng thừng". Thời báo Los Angeles cho biết: "Đó là một khoảnh khắc hiếm hoi khi các nhà lãnh đạo cảnh sát tỏ ra thiếu tôn trọng đối với sự coi thường công khai của họ đối với hành vi của chính họ."  Các nhà lãnh đạo lên án hành động của các quan chức bao gồm Ủy viên cảnh sát thành phố New York,  Cảnh sát trưởng hạt Los Angeles,  và Cảnh sát trưởng Los Angeles,   Boston, Miami,  Houston,   và Austin, Texas,  cũng như cựu Cảnh sát trưởng từ Seattle. Cảnh sát trưởng của các thành phố nhỏ cũng lên tiếng: Cảnh sát trưởng từ Buffalo Grove, Illinois,  và Tucson, Arizona,  Round Rock, Texas,  Đại học Texas tại Austin, Pflugerville, Texas, và Omaha, Nebraska, đều đưa ra tuyên bố chống lại sự đối xử đối với Floyd.
Các chuyên gia về việc sử dụng vũ lực của cảnh sát đã lên án hành động của Chauvin. Mylan Masson, một thời gian dài Minneapolis sĩ quan cảnh sát và cựu giám đốc của Hennepin Technical College Luật Thi hành 's và Trung tâm Tư pháp hình sự, trong đó chỉ thị khoảng một nửa số nhân viên cảnh sát của tiểu bang Minnesota, cho biết một hình thức kỹ thuật nhìn thấy trong đoạn video về cái chết của Floyd được dạy cho đến khi ít nhất là năm 2016. Ông nói thêm: "Một khi [sĩ quan] đã nằm quyền kiểm soát, thì bạn thả ra. Đó là cách sử dụng vũ lực: Bạn sử dụng nó cho đến khi mối đe dọa đã dừng lại. "  George Kirkham, cựu sĩ quan cảnh sát và giáo sư danh dự tại Đại học Tội phạm và Tư pháp hình sự của Đại học Tiểu bang Florida, nói: "Đó là việc dùng lực thái quá, quá mức, vô lý trong hoàn cảnh này. Chúng ta đang đối phó với một kẻ phạm tội tài sản [bị nghi ngờ]. Người đàn ông đã nằm trên mặt đất. Anh ta không phải là mối đe dọa cho bất cứ ai. "

### Thể chế
Đại học Minnesota tuyên bố rằng họ sẽ hạn chế quan hệ với Sở Cảnh sát Minneapolis, và sẽ không ký hợp đồng với sở cảnh sát địa phương để được hỗ trợ tại các sự kiện lớn.

### Báo chí
Tờ báo mạng Thesaigonpost tại Anh quốc tuyên bố rằng vụ việc cảnh sát Mỹ bắn chết người da đen "không phải là kỳ thị". Theo tờ báo này, đây "là một vấn nạn mang tính hệ thống giữa lực lượng chấp phá với một sắc dân có nhiều tệ nạn, sẵn sàng kháng cự với cảnh sát bậc nhất Hoa Kỳ"

### Giới giải trí và nghệ thuật
Ca sĩ người Mỹ Taylor Swift đã chỉ trích tổng thống Mỹ Donald Trump vì dòng tweet "phân biệt chủng tộc" về các cuộc biểu tình ở thành phố Minneapolis vào ngày 29 tháng 5 năm 2020. Các bài hát "This Is America" của Donald Glover và "Chained to the Rhythm" của Katy Perry nhờ hiệu ứng của bạo loạn, tình hình nước Mỹ và tổng thống Donald Trump đã quay trở lại bảng xếp hạng Billboard Hot 100. Một số nghệ sĩ như Ariana Grande, Camila Cabello, Shawn Mendes và Billie Eilish đã tham gia biểu tình. Hashtag "#BlackLivesMatter" cũng được các nghệ sĩ hưởng ứng nhiệt tình.

## Hình ảnh

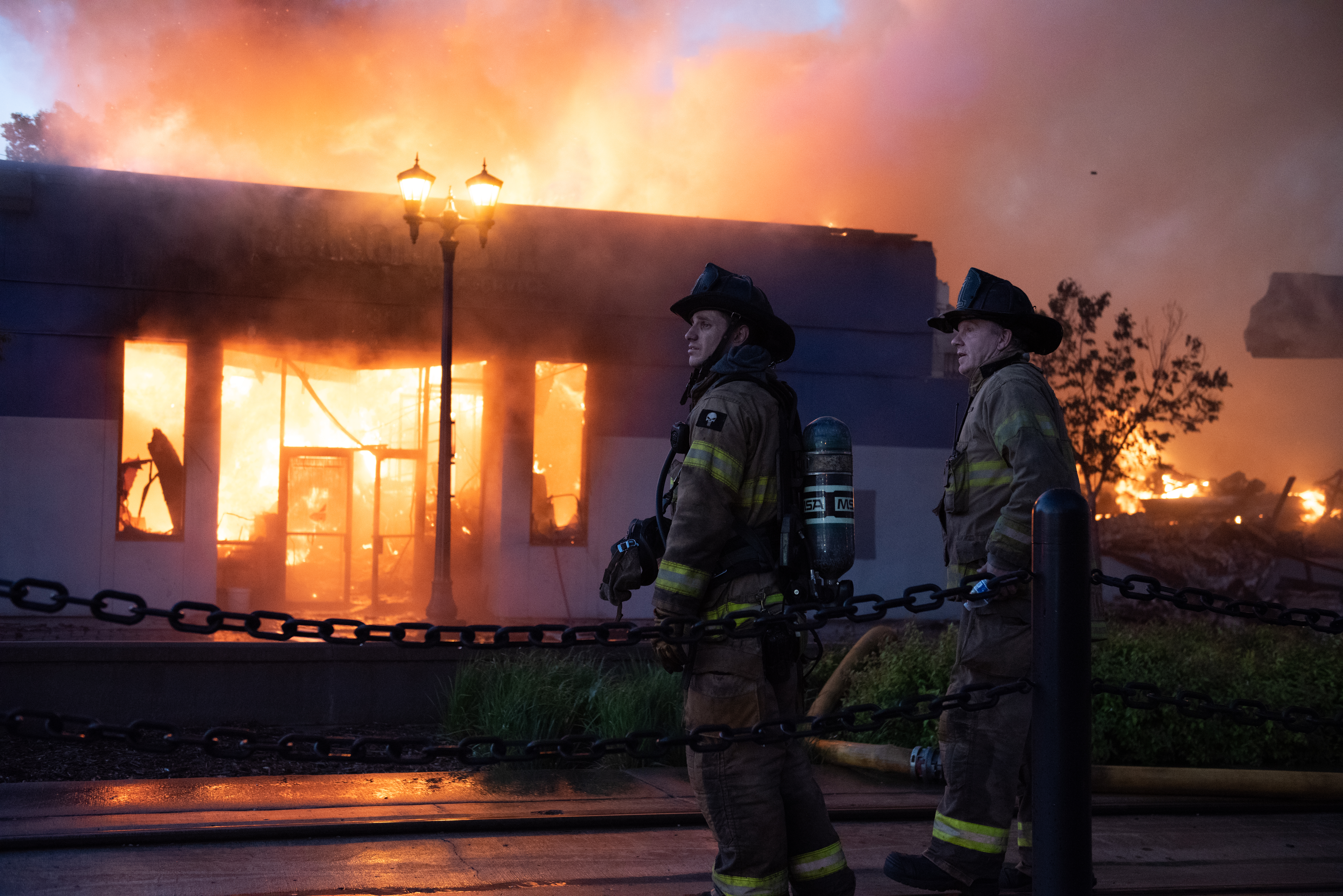
Lính cứu hỏa quan sát thiệt hại ở thành phố Minneapolis vào chiều ngày 28 tháng 5
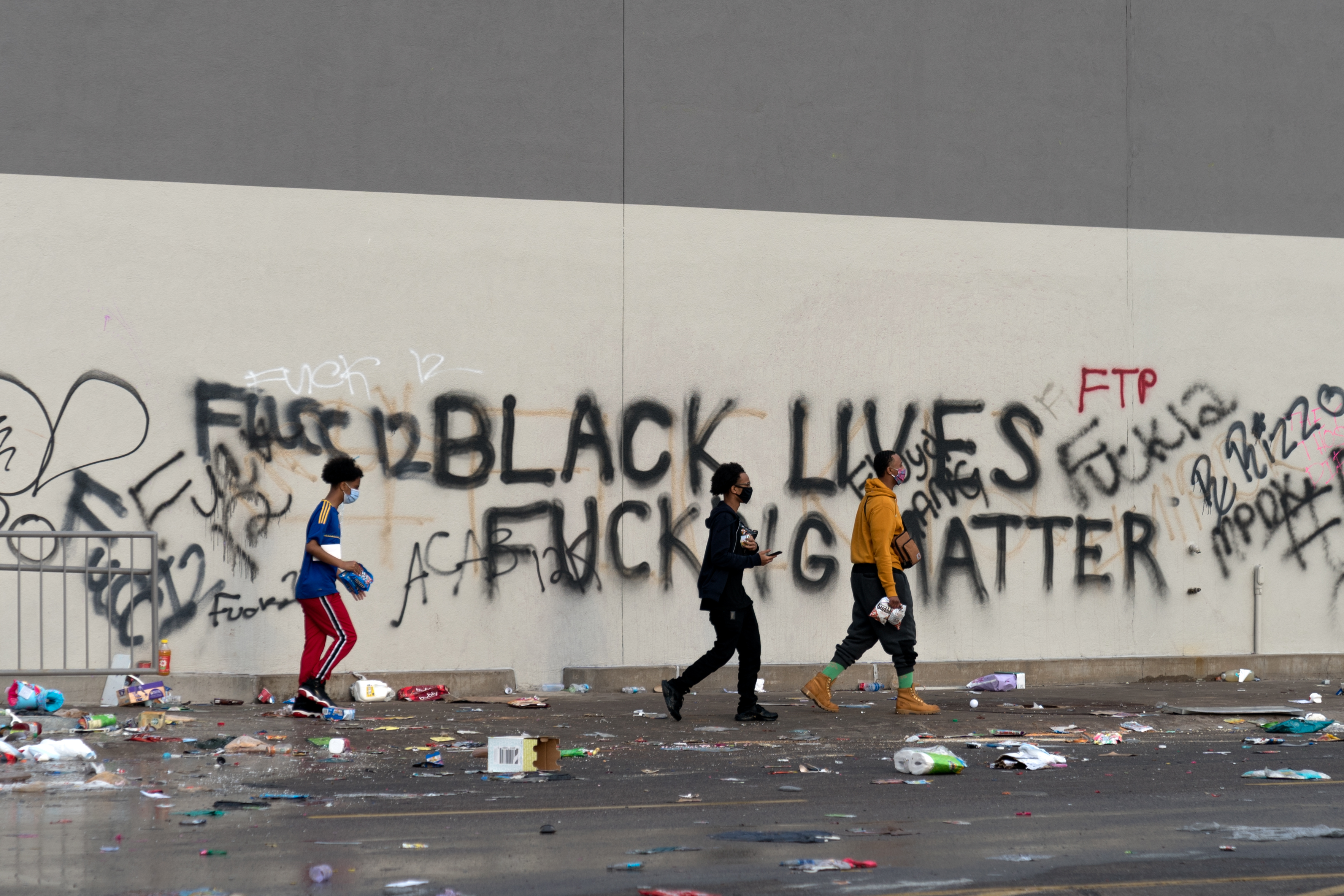
Các graffiti "Black Lives Fucking Matter" và "Fuck 12" tại một cửa hàng Target ở Phố Lake, Minneapolis, sáng ngày 28 tháng 5
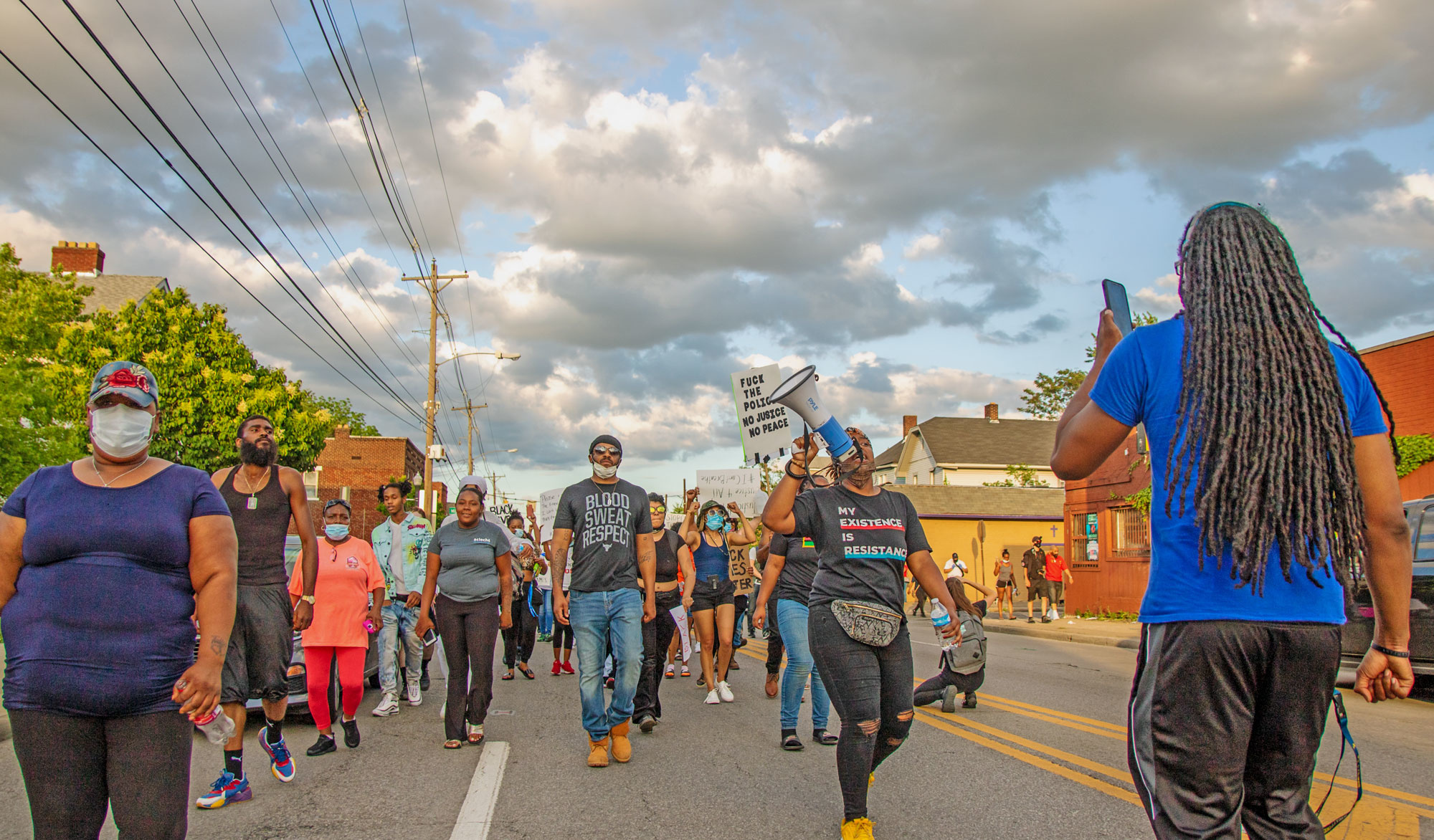
Cuộc biểu tình phản đối ở Columbus, Ohio
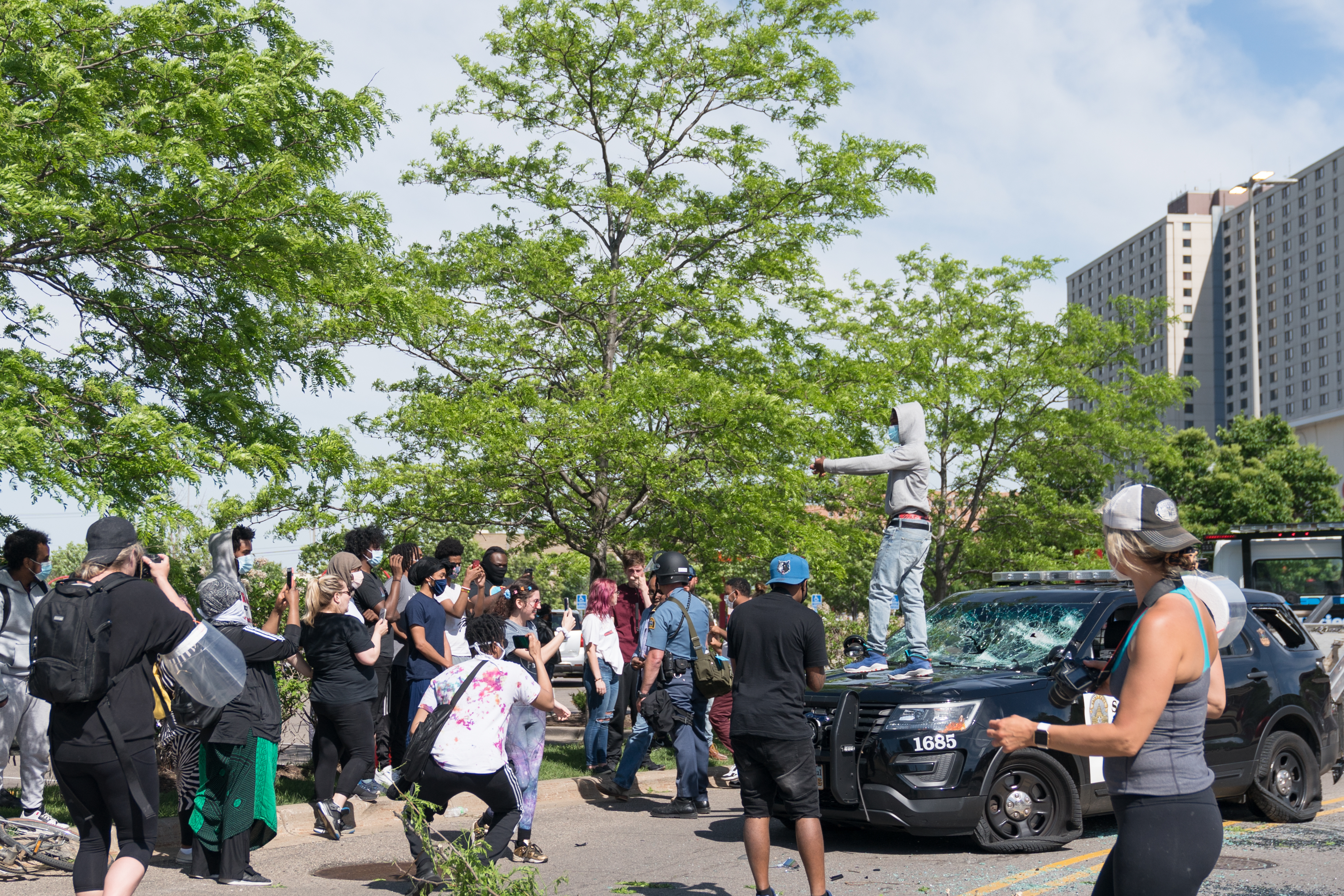
Một người biểu tình đứng trên một chiếc xe cảnh sát với kính chắn gió bị đập vỡ bên ngoài Target ở khu vực Midway của St Paul, Minnesota.
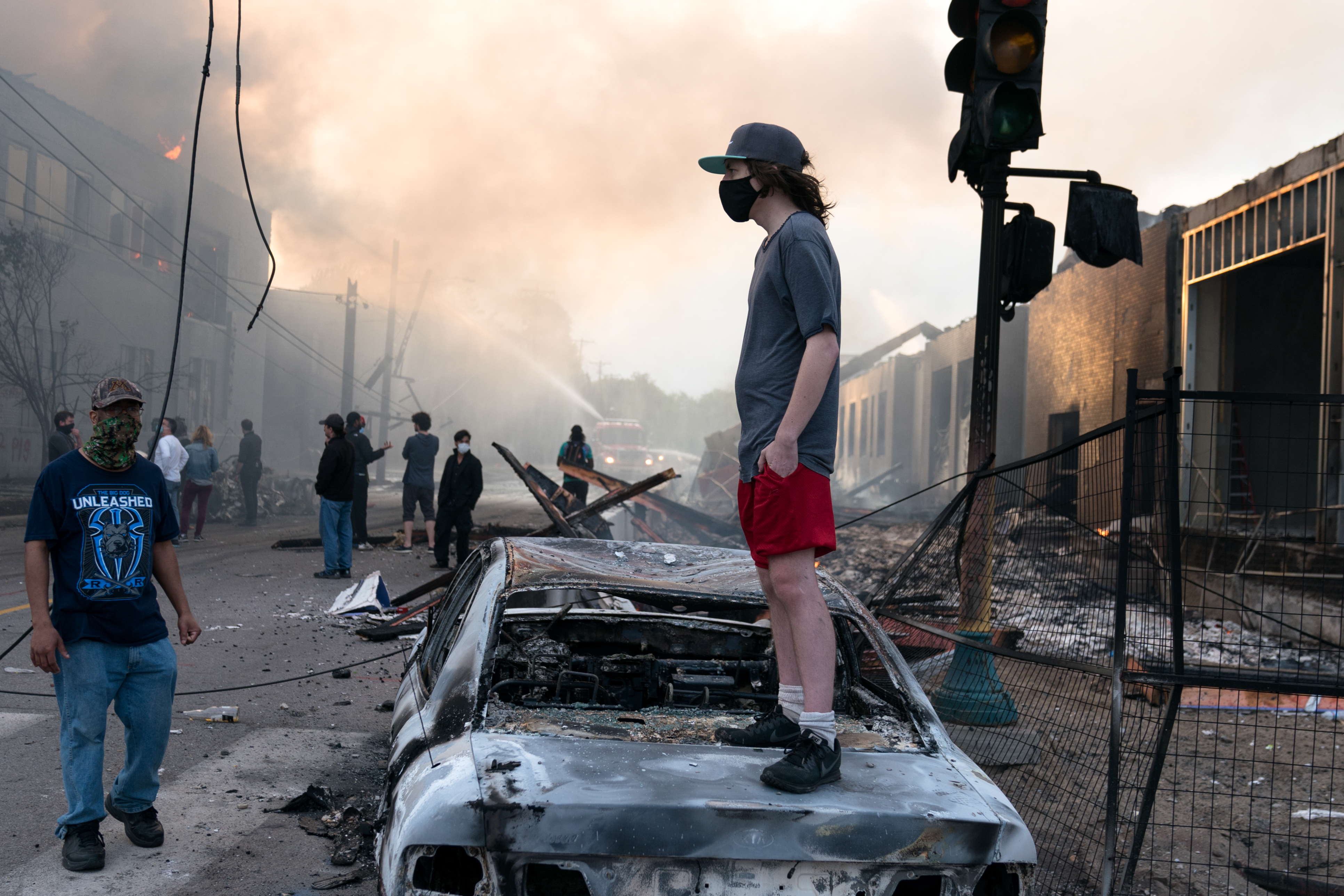
Một người đàn ông đứng trên một chiếc ô tô bị đốt cháy khi đám cháy bùng cháy phía sau anh ta ở khu vực Lake St ở thành phố Minneapolis, tiểu bang Minnesota.
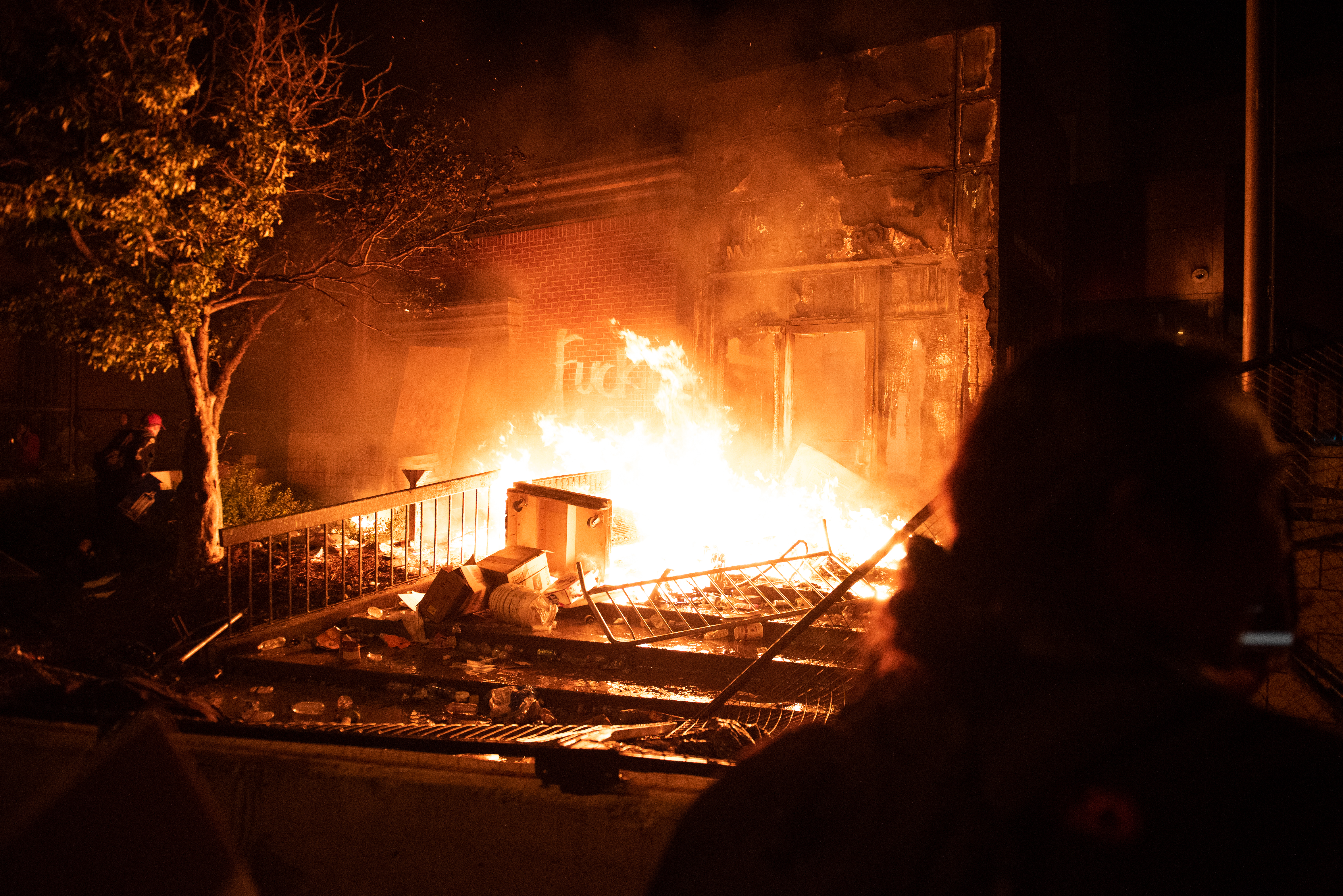
Khu vực 3 của Cảnh sát thành phố Minneapolis bị những kẻ bạo loạn thiêu rụi